# Гуаль, Педро
Педро Гуаль Эскандон (исп. Pedro José Ramón Gual Escandón; 17 января 1783, Каракас — 6 мая 1862, Гуаякиль) — политический деятель Венесуэлы.
Он был первым дипломатом испанской Америки, участвовавшим в создании внешней политики Венесуэлы и Великой Колумбии; он также трижды отвечал за президентство Венесуэлы (с 15 марта по 18 марта 1858 в качестве президента Временного правительства, с 12 августа до 29 сентября 1859 в качестве исполняющего обязанности представителя Республики и в 20 мая по 29 августа 1861 года в качестве вице-президента Республики во главе исполнительной власти).